# (11266) Macke
(11266) Macke est un astéroïde de la ceinture principale.

## Description
(11266) Macke est un astéroïde de la ceinture principale. Il fut découvert le 2 mars 1981 à l'Observatoire de Siding Spring par Schelte J. Bus. Il présente une orbite caractérisée par un demi-grand axe de 3,24 UA, une excentricité de 0,24 et une inclinaison de 1,9° par rapport à l'écliptique.